# Герб Верхнедвинска
Герб Верхнедвинска (до 1962 г. — Дрисса) — геральдический символ города Верхнедвинска Витебской области. Утверждён решением городского совета и внесён Гербовый матрикул страны 26 июля 2002 года под № 94.

## Описание
В золотом поле французского щита всадник в стальных доспехах с поднятым мечом в правой руке и овальным красным щитом с изображением серебряного «патриаршего» креста в левой, конь покрыт голубой трёхконечной попоной.
От герба 1781 года современный символ города отличается отсутствием в верхней его части возникающего двуглавого Государственного орла Российской империи.

## История
Уездный город Дрисса получил герб вместе с другими гербами городов Полоцкого наместничества 21 сентября 1781: «В золотом поле Погоня с красным щитом, на котором серебряный двойной крест».
В 1863 году был составлен проект герба Дриссы по правилам оформления гербов (1857), разработанным геральдистом Российской империи Борисом Кёне: «В золотом щите червлёный двойной крест, в вольной части герб Витебской губернии. Щит венчала серебряная башенная корона, по сторонам щита помещались золотые колосья, перевязанные Александровской лентой». Герб не был утверждён.

Герб Дриссы, 1781
Герб Полоцкого наместничества и Полоцка, 1781
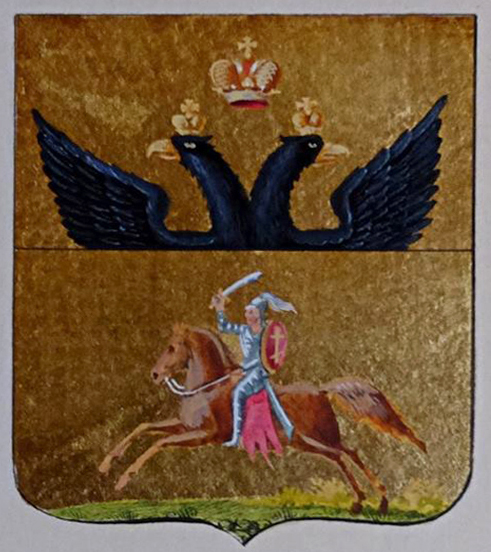
Герб из Первого Собрания Законов Российской империи. 1843
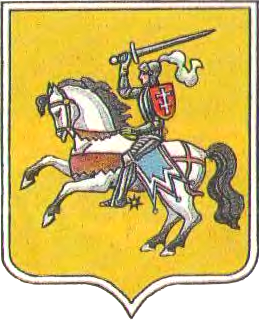
Рисунок герба, выполненный А. Титовым. 1998
Проект герба Дриссы, 1863